# Hemicoelus defectus
Hemicoelus defectus är en skalbaggsart som först beskrevs av Henry Clinton Fall 1905.  Hemicoelus defectus ingår i släktet Hemicoelus och familjen trägnagare. Inga underarter finns listade i Catalogue of Life.